# Torre Victoria (Jersey)
La Torre Victoria (en inglés: Victoria Tower) es una torre Martello que los británicos completaron en 1837 y fue llamada así para honrar a la reina Victoria, que había ascendido al trono cerca de dos años antes. La torre se encuentra en Le Mont Nicholas en Saint Martin, y sus constructores la colocaron para impedir que un enemigo instalara armas allí con las cuales bombardear Mont Orgueil. Actualmente, la Fundación Nacional para Jersey administra la torre. La estructura es circular. La torre mide 33 pies (10,1 m) de altura y 32 pies (9.8 m) de diámetro. Es la única torre en su tipo en Jersey en tener una zanja alrededor de ella.